# Draco Racing
International Draco Racing (dawniej Draco Racing) – włoski zespół wyścigowy, założony w 1989 przez Adriano Morini. W przeszłości jeździł także z licencją hiszpańska i portugalską. Obecnie ekipa startuje jedynie w Formule Renault 3.5, ale w przeszłości zespół pojawiał się także na starcie Formuły 3000, Euro Formuły 3000 oraz Formuły Opel Lotus.

## Historia
Draco Racing zadebiutował w Formule Opel Lotus w 1989 roku. I właśnie w tej serii święcił jak dotąd największe sukcesy. Zdobył on bowiem cztery mistrzowskie tytuły wśród kierowców: z Rubensem Barrichello, Pedro Lamy, Patrickiem Crinelli oraz Marcosem Campos.
Draco startował w Formule Opel do końca serii w 1996 roku. Następnie zespół przeniósł się do Formuły 3000. Wielką nadzieją zespołu był Marco Campos. Zginął on na torze Circuit de Nevers Magny-Cours. Draco nie odniósł w poprzedniczce serii GP2 żadnych sukcesów. W 1999 roku opuścił serię.
W 2000 roku rozpoczął starty w Euro Formule 3000. W latach 2001–2004 ekipa dominowała w tej serii zdobywając trzy tytuły wśród zespołów oraz trzy wśród kierowców. Bohaterami zespołu byli: Felipe Massa, Augusto Farfus oraz Nicky Pastorelli.
Wraz z otwarciem Formuły Renault 3.5 na liście startowej pojawił się zespół Draco Racing. W pierwszych trzech latach działania serii ekipa zdobywała wicemistrzowskie tytuły. Z bardzo dobrej strony spisywali się wówczas Markus Winkelhock, Pastor Maldonado oraz Miloš Pavlović. Sezon 2008 był nieco słabszy - zespół zakończył sezon na 6 pozycji. Jednak już w 2009 roku mistrzowski tytuł Bertrand Baguette sprawił, że stajnia również została po raz pierwszy mistrzem serii. Sezony 2010-2012 były już znacznie gorsze. Łącznie ekipa wygrała wówczas tylko 1 wyścig i pięciokrotnie stanęła na podium. Sezon ukończył zespół na odpowiednio 7, 12 i 8 pozycji.
W 2013 roku wyniki ekipy były już znacznie lepsze. Nico Müller dwukrotnie zwyciężał, a André Negrão raz stanął na podium. Zajęli oni odpowiednio piątą i dziesiątą pozycję w klasyfikacji generalnej. Uzbierane przez nich 184 punkty dały zespołowi trzecie miejsce w klasyfikacji generalnej.
Kolejny sezon, 2014, był jednym ze słabszych w wykonaniu włoskiego zespołu. Tylko raz, podczas pierwszego wyścigu na torze Moscow Raceway, kierowca ekipy - Pietro Fantin zdołał stanąć na podium. Uzbierane sześćdziesiąt punktów dało ekipie dziesiąte miejsce w końcowej klasyfikacji zespołów.

## Starty

### Formuła Renault 3.5
W latach 2005–2006 Draco startował z licencją włoską jako Draco Multiracing USA, zaś w roku 2009 pod obecną nazwą, ale z portugalską licencją, a w 2010 roku z licencją hiszpańską
| Rok  | Bolid           | Kierowcy            | Wyścigi | Wygrane | PP | NO | Pkt | M.K. | M.Z. |
| ---- | --------------- | ------------------- | ------- | ------- | -- | -- | --- | ---- | ---- |
| 2005 | Dallara-Renault | Markus Winkelhock   | 16      | 3       | 1  | 2  | 114 | 3    | 2    |
| 2005 | Dallara-Renault | Christian Montanari | 16      | 1       | 1  | 0  | 54  | 8    | 2    |
| 2006 | Dallara-Renault | Pastor Maldonado    | 17      | 3       | 5  | 6  | 103 | 3    | 2    |
| 2006 | Dallara-Renault | Tomas Kostka        | 11      | 0       | 0  | 0  | 5   | 30   | 2    |
| 2006 | Dallara-Renault | Miloš Pavlović      | 17      | 0       | 0  | 1  | 41  | 11   | 2    |
| 2007 | Dallara-Renault | Miloš Pavlović      | 17      | 2       | 0  | 2  | 96  | 3    | 2    |
| 2007 | Dallara-Renault | Álvaro Barba        | 17      | 0       | 0  | 4  | 64  | 9    | 2    |
| 2008 | Dallara-Renault | Bertrand Baguette   | 17      | 1       | 0  | 0  | 69  | 7    | 6    |
| 2008 | Dallara-Renault | Marco Barba         | 17      | 0       | 0  | 0  | 24  | 14   | 6    |
| 2009 | Dallara-Renault | Bertrand Baguette   | 17      | 5       | 2  | 2  | 155 | 1    | 1    |
| 2009 | Dallara-Renault | Marco Barba         | 17      | 0       | 2  | 0  | 50  | 9    | 1    |
| 2010 | Dallara-Renault | Nathanaël Berthon   | 17      | 1       | 0  | 0  | 60  | 7    | 7    |
| 2010 | Dallara-Renault | Julián Leal         | 17      | 0       | 0  | 0  | 11  | 20   | 7    |
| 2011 | Dallara-Renault | Stéphane Richelmi   | 17      | 0       | 0  | 0  | 6   | 26   | 12   |
| 2011 | Dallara-Renault | André Negrão        | 14      | 0       | 0  | 0  | 20  | 20   | 12   |
| 2011 | Dallara-Renault | Adrien Tambay       | 2       | 0       | 0  | 0  | 6   | 27   | 12   |
| 2012 | Dallara-Renault | Nico Müller         | 17      | 0       | 0  | 0  | 78  | 9    | 8    |
| 2012 | Dallara-Renault | André Negrão        | 17      | 0       | 0  | 0  | 36  | 15   | 8    |
| 2013 | Dallara-Renault | André Negrão        | 17      | 0       | 1  | 0  | 51  | 10   | 3    |
| 2013 | Dallara-Renault | Nico Müller         | 17      | 2       | 1  | 0  | 143 | 5    | 3    |
| 2014 | Dallara-Renault | Pietro Fantin       | 17      | 0       | 0  | 2  | 34  | 15   | 10   |
| 2014 | Dallara-Renault | Luca Ghiotto        | 17      | 0       | 0  | 0  | 26  | 17   | 10   |